# Пуна (остров)
Пуна́ (исп. Puná) — остров на юге эквадорской провинции Гуаяс. Общая площадь 919 км². Население (на 2001 год) — 6500 человек.

## География
Пуна — самый крупный остров Эквадора, после архипелага Галапагосские острова. Расположен в заливе Гуаякиль в 54 км к югу от города Гуаякиль. Первоначально возник как уступ вулканического происхождения, вокруг которого происходило постепенное погружение реки Гуаяс. Преобладают равнинные ландшафты. Характерен сухой тропический климат под влиянием прохладных океанских течений.

## Природа
Часть острова Пуна покрыта ксерофитными и мангровыми лесами. Среди фауны морские птицы, крабы, крокодилы. В морских водах у побережья обитают дельфины. Для защиты редких видов птиц острову присвоен статус охраняемого.

## История
В доколумбовую эпоху остров населяли индейцы, которые, занимались рыболовством и собирательством. В 1531 году произошла стычка между туземцами и испанским отрядом во главе с Франсиско Писарро. В 1541 году индейцы захватили остров Пуна и после пыток убили Висенте де Вальверде, первого епископа Куско. В 1587 году остров пережил пиратское нападение английского капера Томаса Кэвендиша, разграбившего дом испанского губернатора.
Современные островитяне считают себя потомками коренных народов, иностранных пиратов и торговцев. Основные занятия — земледелие, выращивание кокосовой пальмы, выращивание креветок. На острове развивается туризм.